# Киладзе, Давид Семёнович
Дави́д Семёнович Кила́дзе (1885 — 1937) — сотрудник советских органов государственной безопасности, начальник Управления НКВД по ГССР.

## Биография
Родился в грузинской семье портного. В коммунистической партии с февраля 1905. Образование: самообразование. Рабочий в типографии Тугуши, город Поти в 1903—1904. Грузчик в порту города Поти с сентября 1904 по 1905.
Возглавил отряд боевиков РСДРП, направленный в Сочи для помощи вооружённому восстанию в 1905, затем на нелегальном положении в городах Поти и Баку в 1905—1907. Член Бакинской боевой организации РСДРП, участвовал в Персидском восстании в 1906—1907. Выехал по заданию РСДРП в Екатеринодар в августе 1907 года, где был арестован 9 сентября 1907 года и приговорён Тифлисской судебной палатой и военно-окружным судом к каторге. Находился в заключении и ссылке в Канском уезде Енисейской губернии с 1907 по 1917; в ссылке работал у крестьян по найму, чернорабочим на кирпичном и пивоваренном заводах.
Освобождён в 1917 году. Член следственной комиссии в Баку с февраля по октябрь 1917 года. Помощник начальника летучего отряда по охране в Баку с ноября 1917 по март 1918. Лечился от туберкулёза в Поти с марта по май 1918. Председатель Потийского подпольного горкома РКП(б) в 1918, член Кутаисского подпольного губкома РКП(б) в 1919—1920, дважды арестовывался властями. Член военной организации по подготовке восстания в Грузии в 1920—1921. Член коллегии Лесного комитета ВСНХ Грузии в 1921—1922. Председатель правления треста в Тифлисе в 1922.
В органах ВЧК—ОГПУ—НКВД с 1922. Сотрудник Грузинской ЧК с 1922 по июль 1924. Начальник секретно-оперативной части Аджарской ЧК с июля 1924 по 30 октября 1924. Заместитель председателя Аджарской ЧК с июля 1924 по ноябрь 1925. Особоуполномоченный при коллегии Закавказской и Грузинской ЧК с ноября 1925 по сентябрь 1926. Начальник политбюро ЧК Кутаисского уезда с сентября 1926 по июнь 1928. Председатель ГПУ Аджарской АССР с 17 июня 1928 по апрель 1930. Начальник Тифлисского окружного отдела ГПУ с мая по август 1930. Начальник Административно-хозяйственного управления полномочного представительства ОГПУ по ЗСФСР с 23 сентября 1930 по 27 сентября 1931. Начальник общего отдела ПП ОГПУ по ЗСФСР до 3 декабря 1931. Начальник Дорожно-транспортного отдела ОГПУ Закавказских железных дорог с 3 декабря 1931 по 8 апреля 1933. Член коллегии ГПУ ГрузССР с февраля 1932 по 8 апреля 1933. Председатель ГПУ ГрузССР с 8 апреля 1933 по 10 июля 1934. 
26 января—10 февраля 1934 года делегат XVII съезда ВКП(б) с решающим голосом от КП(б) Грузии.
Заместитель полномочного представителя ОГПУ по ЗСФСР, заместитель председателя Закавказского ГПУ с 8 апреля 1933 по 10 июля 1934. Начальник Управления НКВД ГрузССР с 15 июля 1934 по 11 ноября 1934.
Заместитель уполномоченного народного комиссариата внешней торговли СССР при СНК ЗСФСР с 1935 по декабрь 1936 и уполномоченный народного комиссариата внешней торговли СССР при СНК ГрузССР с августа 1935 по 1937.
Арестован и расстрелян в 1937.

## Награды
- Орден Красного Знамени (20.12.1932)
- Орден Трудового Красного Знамени ЗСФСР (10.04.1931)
- Орден Трудового Красного Знамени Грузинской ССР (07.03.1932)
- Орден Трудового Красного Знамени Азербайджанской ССР (14.03.1932)
- Знак «Почётный работник ВЧК—ГПУ (V)» № 573 (1930)
- Знак «Почётный работник ВЧК—ГПУ (XV)» (20.12.1932)